# Codigoro
Codigoro ist eine  italienische Gemeinde (comune) mit 11.037 Einwohnern (Stand 31. Dezember 2023) in der Provinz Ferrara, Region Emilia-Romagna.

## Lage
Codigoro liegt an einem Mündungsarm des Po, dem Po di Volano, in der Nähe des adriatischen Meeres. Die Entfernung zur Provinzhauptstadt Ferrara im Westen beträgt 43 Straßenkilometer. Nachbargemeinden sind Mesola im Norden und Lagosanto sowie Comacchio im Süden.

## Geschichte
Wie aus der Tavola Peutingeriana hervorgeht, hieß der Ort zur Römerzeit Neroma (‚schwarze Erde‘, bezogen auf die dunkle Farbe des torfhaltigen Bodens der Gegend). Im Mittelalter nannte man den Ort Caput Gauri, was so viel bedeutet wie ‚Ort, an dem der Goro abzweigt‘. Die Flussläufe im Po-Delta haben sich im Laufe der Jahrhunderte auf natürliche Weise und infolge menschlicher Eingriffe vielfach verändert. Im Mittelalter zweigte der Po di Goro westlich von Codigoro vom Po di Volano ab und floss in nördlicher an Mezzogoro vorbei in nördlicher Richtung weiter, bevor er bei Ariano nel Polesine in den Po di Ariano, einen Seitenarm des Po, mündete. Aufgrund von Versandungen und Trockenlegungsmaßnahmen ist dieses ursprüngliche, bei Codigoro abzweigende Teilstück des Po di Goro inzwischen ganz verschwunden, und nur die Ortsnamen Codigoro und Mezzogoro erinnern noch an das alte Flussbett.
Wie durch zahlreiche Urkunden belegt ist, unterstand der Ort Codigoro im Mittelalter unmittelbar dem Abt von Pomposa. Die älteste Urkunde stammt aus dem Jahr 1018 und enthält die Investitur, mit der einer der Äbte den Bewohnern von Codigoro einige Ländereien in Erbpacht überlässt. Innerhalb der Ortschaft Codigoro verfügte die Abtei über das Domus Dominicata, den Verwaltungs- und Gerichtsbarkeitssitz für ihre Besitztümer in der Region. Dieses ursprünglich im venezianisch-chioggianischen Baustil errichtete Gebäude existiert noch heute als Bischofspalast (Palazzo del Vescovo) weiter, doch wurde sein Äußeres im 18. Jahrhundert durch Umbauten stark verändert.
1224 überließ der Abt von Pomposa die Gemeinde Codigoro dem Herzog Azzo d’Este und gestand ihm das Recht zu, den Bürgermeister ernennen zu dürfen. Mitte des 15. Jahrhunderts, als sich die politische und kulturelle Ausstrahlung und Glanzzeit der Abtei von Pomposa allmählich ihrem Ende zuneigte, erbat der Abt von Pomposa die Estensi um Schutz gegen die Raubzüge der Venezianer und um Hilfe bei der Abwehr der fortschreitenden Versumpfung der Region. Die Herzöge leiteten Trockenlegungsmaßnahmen ein, unter ihnen 1464 Borso d’Este und – hundert Jahre später – Alfonso II. d’Este. Die Bauzeichnungen zur Trockenlegungskampagnen von 1570 bis 1580 waren von dem bekannten Architekten Giovanni Battista Aleotti angefertigt worden. Die Entwässerungsmaßnahmen waren nur teilweise erfolgreich, weil in den trockengelegten Marschen aufgrund der nun höheren Dichte des Erdbodens Bodensenkungen auftraten. Den Entwässerungsmaßnahmen abträglich war außerdem die Ende des 16., Anfang des 17. Jahrhunderts von der Republik Venedig durch einen Durchstich erzwungene Umlenkung des Po delle Fornaci in südliche Richtung.
Die zunehmende Versumpfung des Gebiets und die Ausbreitung von Malaria führten zum endgültigen ökonomischen, politischen und kulturellen Niedergang der Abtei von Pomposa und der regionalen Zivilisation. Codigoro wurde zusammen mit dem Herzogtum Ferrara Teil des Kirchenstaats.
Anfang des 18. Jahrhunderts forderte der römisch-deutsche Kaiser Joseph I.  von Papst Clemens XI.  die Rückgabe der Grafschaft Comacchio, da diese ein ehemaliges Reichslehen gewesen sei, das sich der Kirchenstaat unrechtmäßig angeeignet habe. 1708 wurde Codigoro im Zusammenhang mit diesem Rechtsstreit von österreichischen Truppen besetzt. 1725 erfolgte die Rückgabe der Grafschaft Comacchio an den Kirchenstaat.
Nach der Erfindung der Dampfmaschine wurde die Entwässerung des Gebiets im Jahr 1878 mit geeigneten Mitteln energisch vorangetrieben. In wenigen Monaten wurden Tausende Hektar entwässert und in landwirtschaftliche Anbauflächen umgewandelt. Der Grundwasserpegel wird heute mit Hilfe gewaltiger Hochtechnologie-Pumpstationen reguliert.

## Einwohnerentwicklung
Die Anzahl der Einwohner Codigoros war bis 1951 auf nahezu 20.000 Personen angewachsen, sank seither jedoch kontinuierlich. 2005 wurden nur noch rund 13.000 Personen gezählt.

## Sehenswürdigkeiten
- Scariolante-Denkmal (Monumento allo Scariolante); ein Denkmal, das den Arbeitern gewidmet ist, die an den Trockenlegungsunternehmungen teilgenommen hatten.
- Bischofspalast; ein Palast an der Riviera Cavailotti, der wichtigsten Straße der Stadt, der während der Glanzzeit der Abtei Pomposa entstanden war und im 18. Jahrhundert im venezianischen Stil restauriert wurde.
- Schleuse von Agrifoglio (Chiavica di Agrifoglio), älteste Schleuse im Flachland der Provinz Ferrara.

## Persönlichkeiten
- Mario Sarto (1885–1955), Bildhauer

## Städtepartnerschaften
Codigoro unterhält eine Städtepartnerschaft mit der deutschen Gemeinde Eppertshausen im Landkreis Darmstadt-Dieburg.